# Пансе Билонг, Мишель
Мише́ль Пансе́ Било́нг (фр. Michel Pensée Billong; 16 июня 1973, Яунде, Камерун) — камерунский футболист, центральный защитник.

## Карьера
Мишель Пансе Билонг начал выступать на родине в клубе «Тоннер», выиграв с командой чемпионат и кубок Камеруна. В 1994 году он перешёл в мексиканский клуб «Хайбас», только вышедший в Примеру, и провёл в клубе 3 года, два из которых в Сегунде. После этого Пансе Белонг перешёл в корейский клуб «Соннам Ильва Чунма», выиграв с командой несколько трофеев.
После корейского этапа карьеры Пансе Билонг играл в Европе. Он выступал за португальский клуб «Авеш» и российский «Анжи» из Махачкалы. В Махачкале ему дали прозвище Чёрный Мага. Затем играл в Японии в «Санфречче Хиросима», а завершил карьеру в английском «Милтон-Кинс Донс».

## Достижения
- Чемпион Камеруна: 1988
- Обладатель Кубка Камеруна: 1991
- Обладатель Кубка Южной Кореи: 1999
- Обладатель Суперкубка Южной Кореи: 2000
- Обладатель Кубка Адидаса: 2000